# Giosia Bernasconi
Giosia Bernasconi (* 31. Juli 1831 in Riva San Vitale; † 5. Dezember 1893 in Capolago) war ein Schweizer Anwalt, Politiker, Tessiner Grossrat und Staatsrat.

## Biografie
Giosia Bernasconi war Sohn von Rechtsanwalts Camillo. Er heiratete Annetta Vailati und studierte Rechtswissenschaft an der Universität Turin, wo er promovierte im Jahr 1863, dann war er Anwalt und Notar in Riva San Vitale. Von 1878 bis 1884 war er Beamter bei der eidgenössichen kreisdirektion in Lugano. Im Militärdienst wurde er 1863 als Leutnant in Generalstab des Kantons Tessin ernannt.
Als Politiker Liberaler radikaler war er Mitglied des Staatsrats von 1874 bis 1877 und des Grossrats von 1877 bis 1881. Im Jahr 1884 zog er nach Capolago und war dort von 1890 bis 1893 Gemeindepräsident. Er war Mitglied der Società degli amici dell’educazione del popolo von 1860 bis 1893 und Ehrenmitglied der Società di Mutuo Soccorso dei Docenti Ticinesi im Jahr 1876.